# Дондушенський район
Дондушенський район або Дондушень (рум. Donduşeni) — район у північній Молдові. Адміністративний центр — Дондюшани.
Межує з Окницьким районом на північному заході та півночі, Могилів-Подільським районом України на північному сході, Сороцьким та Дрокійським районами — на сході та південному сході відповідно, з Ришканським районом на півдні, а також із Єдинецьким районом на заході.
Район має вихід до річки Дністер, у його межах знаходиться частина водно-болотного угіддя міжнародного значення Унгурь-Голошниця.
Національний склад населення згідно з Переписом населення Молдови 2004  та 2014 років.
| етнічна група     | 2004           | 2004      | 2014           | 2014      |
| етнічна група     | кількість осіб | Частка, % | кількість осіб | Частка, % |
| ----------------- | -------------- | --------- | -------------- | --------- |
| молдовани/румуни  | 37 549         | 80,85     | 31 189         | 82,39     |
| українці          | 5 893          | 12,69     | 4 256          | 11,24     |
| росіяни           | 2 714          | 5,84      | 2 010          | 5,31      |
| цигани            | 68             | 0,15      | 93             | 0,25      |
| болгари           | 36             | 0,08      | 33             | 0,09      |
| ґаґаузи           | 31             | 0,07      | 36             | 0,09      |
| поляки            | 15             | 0,03      | ...            | ...       |
| євреї             | 12             | 0,03      | ...            | ...       |
| інші / не вказали | 124            | 0,27      | 239            | 0,63      |
| Всього            | 46 442         | 100       | 37 856         | 100       |

Повсякденна мова мешканців району (2014):
|                      | кількість осіб | Частка, % |
| -------------------- | -------------- | --------- |
| молдовська/румунська | 29 846         | 78,84     |
| російська            | 6 034          | 15,94     |
| українська           | 1 614          | 4,26      |
| інші                 | 60             | 0,16      |
| не вказали           | 302            | 0,80      |
| всього               | 37 856         | 100       |